# Auvillers-les-Forges
Auvillers-les-Forges és un municipi francès situat al departament de les Ardenes i a la regió del Gran Est. L'any 2007 tenia 894 habitants.

## Demografia

### Població
El 2007 la població de fet d'Auvillers-les-Forges era de 894 persones. Hi havia 329 famílies de les quals 79 eren unipersonals (28 homes vivint sols i 51 dones vivint soles), 95 parelles sense fills, 119 parelles amb fills i 36 famílies monoparentals amb fills.
La població ha evolucionat segons el següent gràfic:
Habitants censats

### Habitatges
El 2007 hi havia 365 habitatges, 330 eren l'habitatge principal de la família, 10 eren segones residències i 25 estaven desocupats. 337 eren cases i 27 eren apartaments. Dels 330 habitatges principals, 224 estaven ocupats pels seus propietaris, 97 estaven llogats i ocupats pels llogaters i 9 estaven cedits a títol gratuït; 6 tenien dues cambres, 37 en tenien tres, 100 en tenien quatre i 188 en tenien cinc o més. 258 habitatges disposaven pel capbaix d'una plaça de pàrquing. A 158 habitatges hi havia un automòbil i a 132 n'hi havia dos o més.

### Piràmide de població
La piràmide de població per edats i sexe el 2009 era:
| Homes | Edats   | Dones |
| ----- | ------- | ----- |
| 0     | 95 o +  | 0     |
| 0     | 90 a 94 | 4     |
| 0     | 85 a 89 | 4     |
| 0     | 80 a 84 | 12    |
| 8     | 75 a 79 | 24    |
| 16    | 70 a 74 | 4     |
| 36    | 65 a 69 | 16    |
| 16    | 60 a 64 | 28    |
| 24    | 55 a 59 | 24    |
| 20    | 50 a 54 | 16    |
| 36    | 45 a 49 | 20    |
| 36    | 40 a 44 | 48    |
| 16    | 35 a 39 | 40    |
| 32    | 30 a 34 | 12    |
| 40    | 25 a 29 | 28    |
| 32    | 20 a 24 | 24    |
| 44    | 15 a 19 | 48    |
| 48    | 10 a 14 | 28    |
| 8     | 5 a 9   | 20    |
| 12    | 0 a 4   | 16    |

## Economia
El 2007 la població en edat de treballar era de 568 persones, 374 eren actives i 194 eren inactives. De les 374 persones actives 320 estaven ocupades (182 homes i 138 dones) i 54 estaven aturades (26 homes i 28 dones). De les 194 persones inactives 34 estaven jubilades, 37 estaven estudiant i 123 estaven classificades com a «altres inactius».

### Ingressos
El 2009 a Auvillers-les-Forges hi havia 330 unitats fiscals que integraven 844,5 persones, la mediana anual d'ingressos fiscals per persona era de 14.031 €.

### Activitats econòmiques
Dels 48 establiments que hi havia el 2007, 1 era d'una empresa extractiva, 3 d'empreses de fabricació d'altres productes industrials, 7 d'empreses de construcció, 12 d'empreses de comerç i reparació d'automòbils, 3 d'empreses de transport, 3 d'empreses d'hostatgeria i restauració, 2 d'empreses financeres, 2 d'empreses immobiliàries, 4 d'empreses de serveis, 9 d'entitats de l'administració pública i 2 d'empreses classificades com a «altres activitats de serveis».
Dels 13 establiments de servei als particulars que hi havia el 2009, 1 era una oficina bancària, 1 taller de reparació d'automòbils i de material agrícola, 1 paleta, 3 fusteries, 1 lampisteria, 2 electricistes, 1 perruqueria i 3 veterinaris.
Dels 4 establiments comercials que hi havia el 2009, 1 era un supermercat, 1 una botiga de més de 120 m², 1 una fleca i 1 una joieria.
L'any 2000 a Auvillers-les-Forges hi havia 9 explotacions agrícoles.

## Equipaments sanitaris i escolars
L'únic equipament sanitari que hi havia el 2009 era una farmàcia.
El 2009 hi havia una escola elemental.

## Poblacions més properes
El següent diagrama mostra les poblacions més properes.